# Bassin inférieur de l'Ourthe orientale
Bassin inférieur de l'Ourthe orientale este o arie protejată (arie specială de conservare — SAC, sit de importanță comunitară — SCI, arie de protecție specială avifaunistică — SPA) din Belgia întinsă pe o suprafață de 2.381,26 ha, integral pe uscat.

## Localizare
Centrul sitului Bassin inférieur de l'Ourthe orientale este situat la coordonatele 50°10′05″N 5°45′52″E / 50.168144°N 5.764412°E.

## Înființare
Situl Bassin inférieur de l'Ourthe orientale a fost declarat arie de protecție specială avifaunistică în aprilie 2016 pentru a proteja 1 specie de plante și 28 de specii de animale. Alte tipuri de protecție:
- sit de importanță comunitară (în octombrie 2002)
- arie specială de conservare (în aprilie 2016)[1][3][4]

## Biodiversitate
Situată în ecoregiunea continentală, aria protejată conține 17 habitate naturale: Lacuri eutrofice naturale cu vegetație de tip Magnopotamion sau Hydrocharition, Cursuri de apă de la nivel de câmpie la nivel montan, cu vegetație Ranunculion fluitantis și Callitricho-Batrachion, Pajiști umede nord-atlantice cu Erica tetralix, Pajiști uscate europene, Formațiuni ierboase bogate în specii de Nardus, dezvoltate pe substraturi silicioase în zone montane (și în zone submontane, în Europa continentală), Pajiști cu Molinia pe soluri calcaroase, turboase sau argilos-nămoloase (Molinion caeruleae), Liziere de ierburi înalte hidrofile de câmpie și de nivel montan până la alpin, Fânețe de joasă altitudine (Alopecurus pratensis, Sanguisorba officinalis), Grohotișuri silicioase medio-europene, la altitudine înaltă, Pante stâncoase silicioase cu vegetație casmofită, Păduri de fag Luzulo-Fagetum, Păduri de fag Asperulo-Fagetum, Păduri de stejar sau de stejar și carpen sub-atlantice și medio-europene de Carpinion betuli, Păduri pe pante, grohotișuri și ravene de Tilio-Acerion, Păduri acidofile de stejar bătrân cu Quercus robur pe câmpii nisipoase, Mlaștini împădurite, Păduri aluvionare cu Alnus glutinosa și Fraxinus excelsior (Alno-Padion, Alnion incanae, Salicion albae).
La baza desemnării sitului se află mai multe specii protejate:
- plante (1): Trichomanes speciosum
- păsări (18): minunița (Aegolius funereus), pescăruș albastru (Alcedo atthis), rață pitică (Anas crecca), cocoșul de mesteacăn (Bonasa bonasia), barză neagră (Ciconia nigra), ciocănitoarea de stejar (Dendrocopos medius), ciocănitoare neagră (Dryocopus martius), egretă albă (Egretta alba), șoim călător (Falco peregrinus), becațină comună (Gallinago gallinago), capîntortură (Jynx torquilla), sfrâncioc roșiatic (Lanius collurio), sfrâncioc mare (Lanius excubitor), gaia roșie (Milvus milvus), vultur pescar (Pandion haliaetus), viespar (Pernis apivorus), ciocănitoare verzuie (Picus canus), mărăcinar (Saxicola rubetra)
- mamifere (3): castor (Castor fiber), liliac cărămiziu (Myotis emarginatus), liliac comun (Myotis myotis)
- nevertebrate (3): fluturele-tigru (Callimorpha quadripunctaria), libelule (Leucorrhinia pectoralis), Lycaena helle
- pești (4): mreană (Barbus barbus), zglăvoacă (Cottus gobio), cicar (Lampetra planeri), lipan (Thymallus thymallus)

Pe lângă speciile protejate, pe teritoriul sitului au mai fost identificate 17 specii de plante, 8 specii de amfibieni, 6 specii de mamifere, 14 specii de nevertebrate, 2 specii de reptile.